# Helles
Helles, ook wel helles Bier of kortweg Hell, is een biersoort met een strogele tot goudgele kleur, die tegenwoordig nog veel wordt gedronken in Zuid-Duitsland en Oostenrijk. Het bier bevat 4,7%−5,4% alcohol en heeft een licht bittere tot lichtzoete volle smaak.
Tot de jaren zestig was het een veel gedronken bier in Duitsland en Oostenrijk. Hierna werd de consumptie voor een deel verdrongen door pils, niet op z'n minst door de overgang van bier van de tap naar flessenconsumptie. Sindsdien wordt aan merknamen vaak het woord Hell toegevoegd, om aan te geven dat het zich onderscheidt van pils.
In 2011 werd een nieuw merk Helles geïntroduceerd, Fucking Hell, dat aanvankelijk door het Europese merkenbureau werd afgewezen, maar in hoger beroep alsnog werd toegekend. Het werk is vernoemd naar het Oostenrijkse plaatsje Fucking (thans Fugging) en wordt gebrouwen in Duitsland.